# Gramschatzer Wald
Der Gramschatzer Wald ist ein großes Waldgebiet nordöstlich von Würzburg. Das Kerngebiet ist Staatswald und  gemeindefreies Gebiet, an den Rändern ist er Gemeindewald der angrenzenden Ortschaften. Der Wald ist gekennzeichnet durch einen überwiegenden Bestand an Laubbäumen, bekannt auch durch den gleichnamigen Autohof und die Anschlussstelle der hindurch verlaufenden Bundesautobahn 7. Auffällig ragt ein Anfang der 1970er Jahre errichteter Fernsehturm heraus.
Der Gramschatzer Wald ist als 4241 Hektar großes Fauna-Flora-Habitat-Gebiet Gramschatzer Wald (FFH-Nr. 6025-371; WDPA-Nr. 555521305) ausgewiesen.

## Geographische Lage

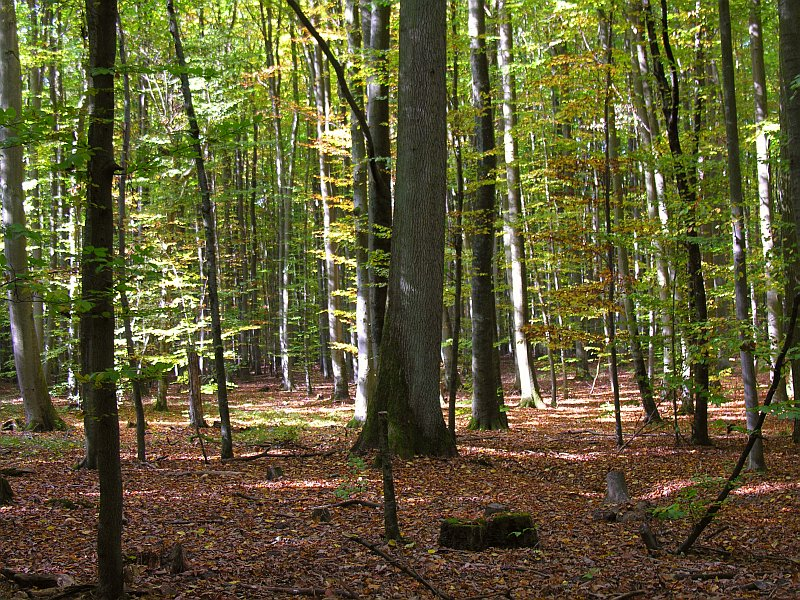
Typischer Laubbaumbestand des Gramschatzer Waldes, nahe Rimpar

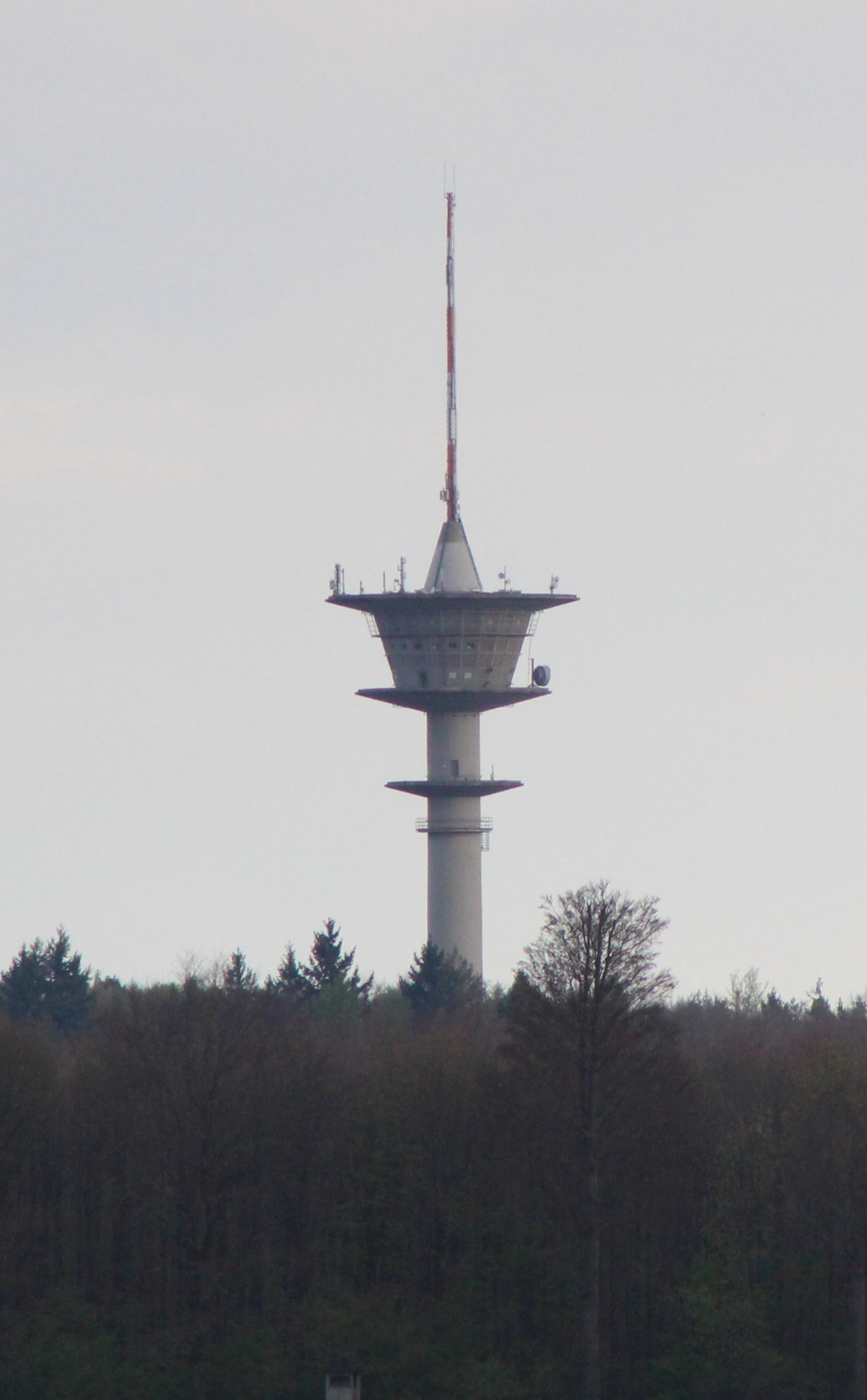
Fernmeldeturm Gramschatzer Wald

Im Süden grenzt der Gramschatzer Wald an die Gemeinden Güntersleben und Rimpar (zusammen mit deren Ortsteil Maidbronn); im Osten an die Ortsteile Rupprechtshausen und Hilpertshausen der Gemeinde Unterpleichfeld sowie an den Ortsteil Erbshausen-Sulzwiesen der Gemeinde Hausen bei Würzburg und an den Rimparer Ortsteil Gramschatz. Im Norden des Waldes liegt die Stadt Arnstein zusammen mit ihren Ortsteilen Heugrumbach, Reuchelheim, Müdesheim, Halsheim und Binsfeld, im Westen die Gemeinde Retzstadt.

## Geologie
Der Untergrund des Gramschatzer Waldes besteht größtenteils aus Schichten des Oberen Muschelkalks. Im östlichen Teil geht dieser in Gesteine des Unteren Keuper über und im äußersten Westen kommt stellenweise der Mittlere Muschelkalk zu Tage. Größere Teile der genannten Gesteinsschichten sind im Bereich des Waldgebiets zudem durch quartäre Lösse überdeckt. In den Kalksteinen des Oberen Muschelkalks sind dabei an mehreren Stellen im Wald auch Dolinen ausgebildet.

## Flora
Die häufigsten Laubbaumarten sind mit Abstand Rotbuche, Stieleiche und Traubeneiche. Weitere häufige Laubbaumarten sind Hainbuche, Feldahorn, Vogelkirsche, Winterlinde, Gemeine Esche, Bergahorn, Sandbirke und Aspe. Zudem ist die wärmeliebende Elsbeere verbreitet anzutreffen und auch einige größere Exemplare des in Deutschland seltenen Speierlings finden sich verteilt über das Waldgebiet.
Durch Aufforstungen wurde weiterhin ein merklicher Teil an Nadelbaumarten in den Gramschatzer Wald eingebracht, vorwiegend Gemeine Fichte, Waldkiefer, Europäische Lärche und Douglasie. Die Flächenanteile der Gemeinen Fichte sind, bedingt durch Sturmwurf und Borkenkäfer, seit den 1990er Jahren wieder deutlich zurückgegangen.

## Naherholungsgebiet
Der Gramschatzer Wald ist im Landkreis Würzburg ein bekanntes Naherholungsgebiet mit Wanderwegen und Radrouten. Es gibt 16 markierte Forst-Rundwanderwege und drei markierte Zielwanderwege des Steigerwaldklubs.
Ein Ziel im Gramschatzer Wald ist auch das Waldhaus Einsiedel. Es ist Anlaufpunkt für eine Rast bei einer Wanderung, für große Festlichkeiten, Wandergruppen sowie Reise- und Ausflugsbusse.
Ganz in dessen Nähe befindet sich ein Walderlebniszentrum der Bayerischen Forstverwaltung. Hier können Besucher sich über den Wald allgemein, sowie über Flora, Fauna, Waldbewirtschaftung, Natur- und Landschaftsschutz sowie regenerative Energien informieren. Eine weitere Attraktion ist der „Kletterwald“, auch als Hochseilgarten bekannt.
An der Autobahnraststätte Erbshausen-Sulzwiesen beginnt der „Barfußpfad Gramschatzer Wald“, der zwei Rundgänge (mit 900 Meter bzw. 3 Kilometer Länge) über unterschiedliche Bodenbeläge wie Rindenmulch, Baumscheiben, Tannenzapfen, Gras und einen Moorweg anbietet.
Im Gramschatzer Wald befindet sich ein 109 Meter hoher Fernmeldeturm (Typenturm der Baureihe FMT 5) der Deutschen Telekom AG.

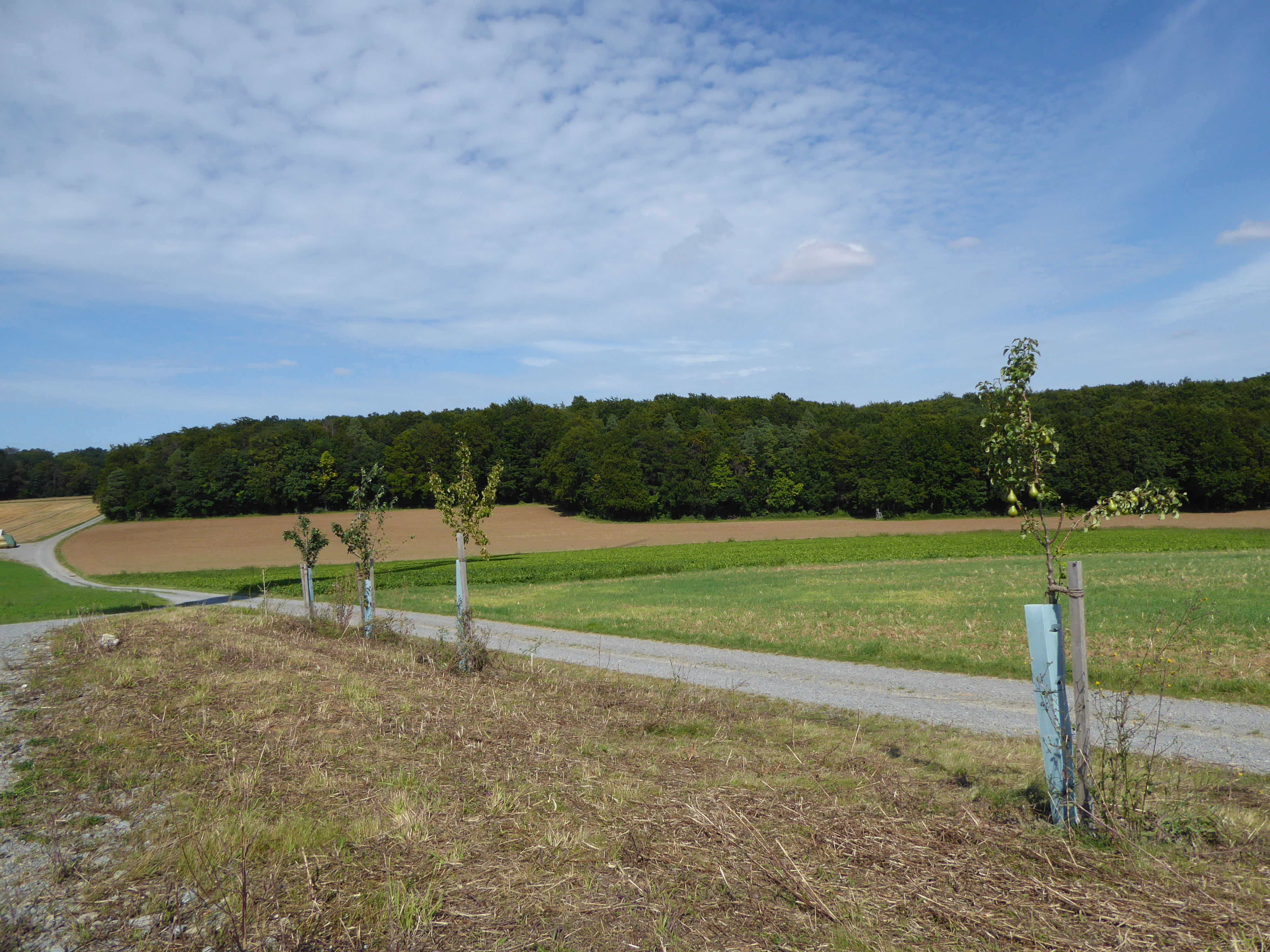
NW-Ecke des Waldgebiets
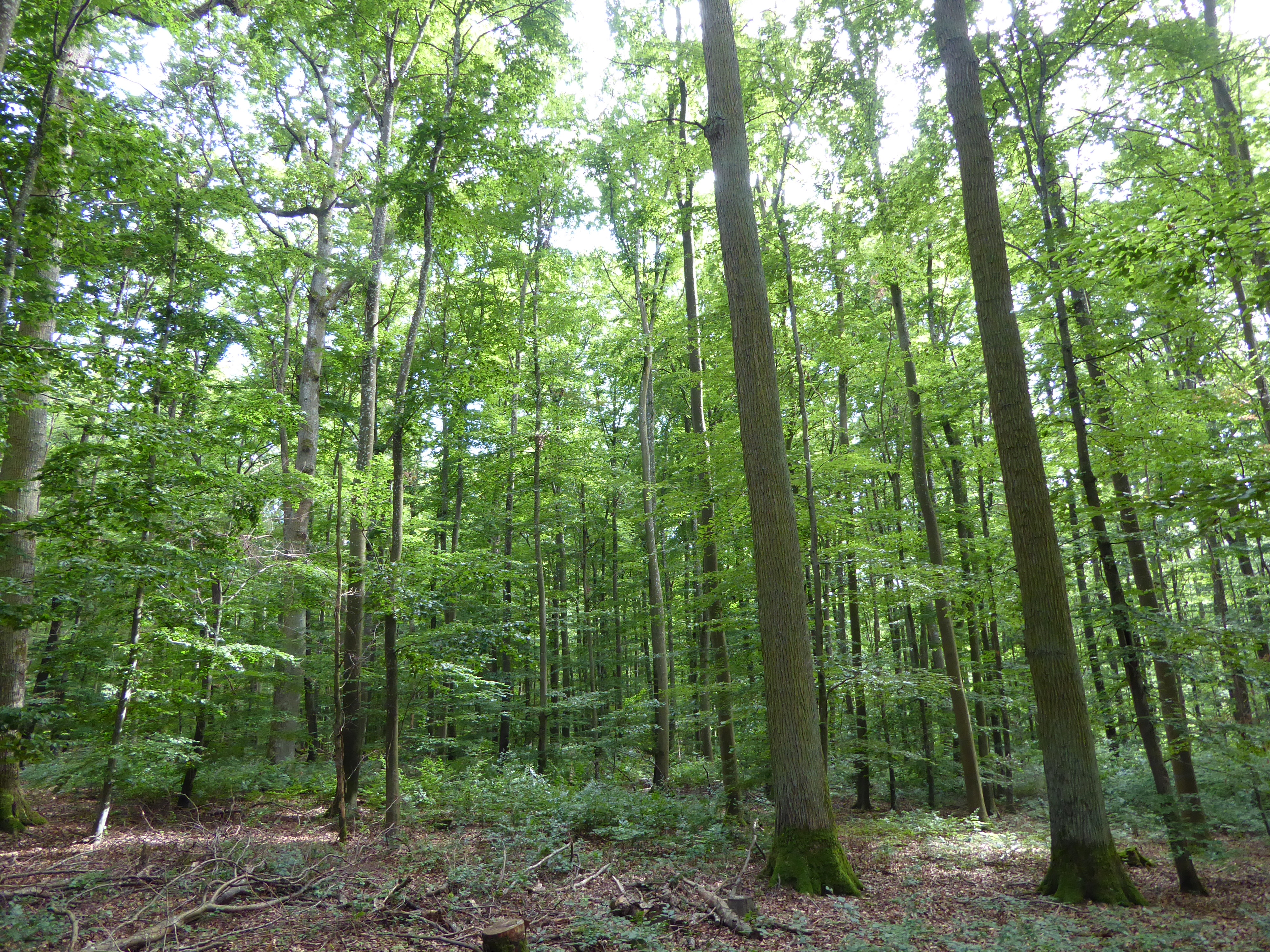
Typischer Baumbestand
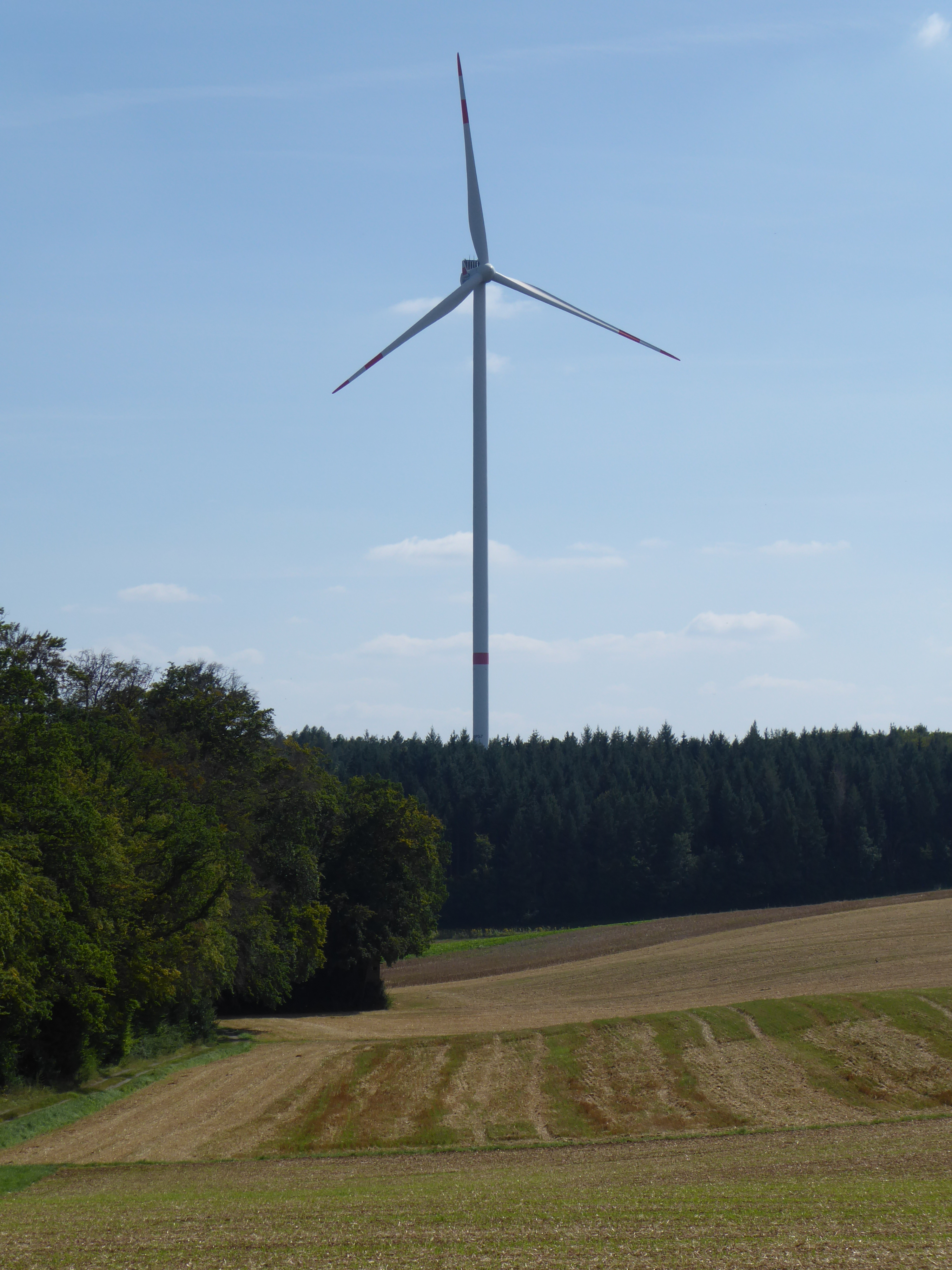
Windrad am Waldrand
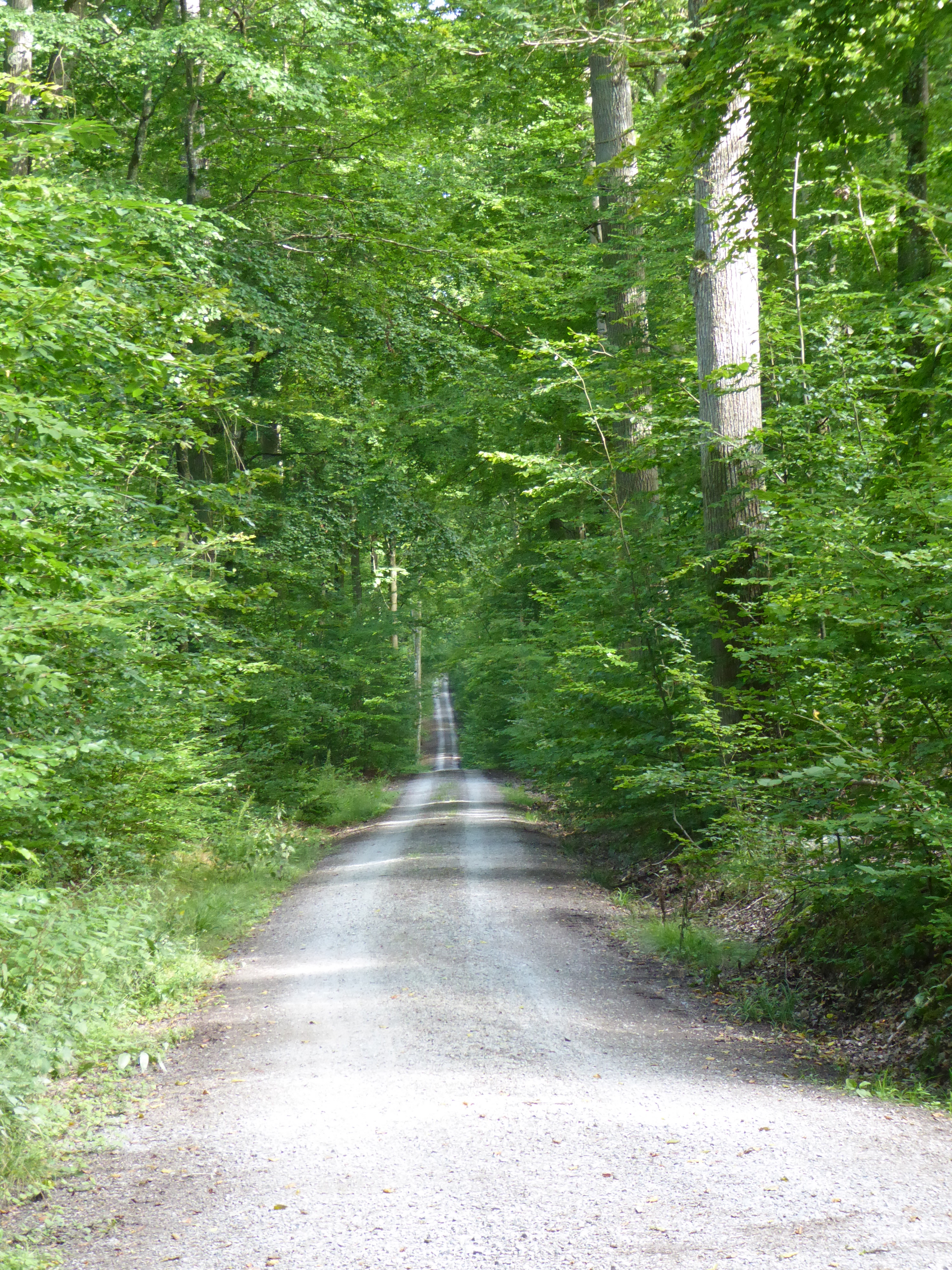
Schnurgerader Waldweg
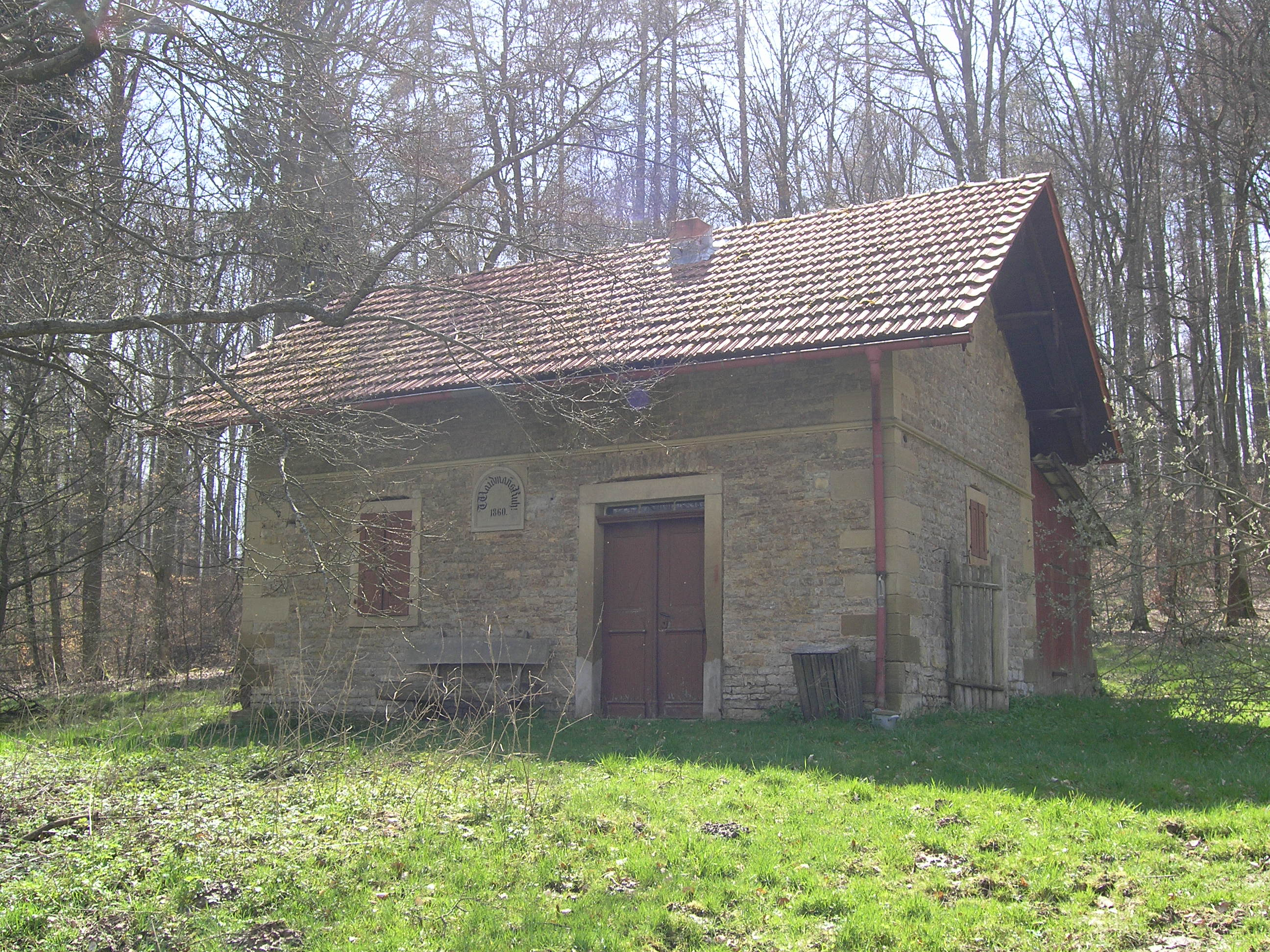
Jagdhütte Waidmannsruh
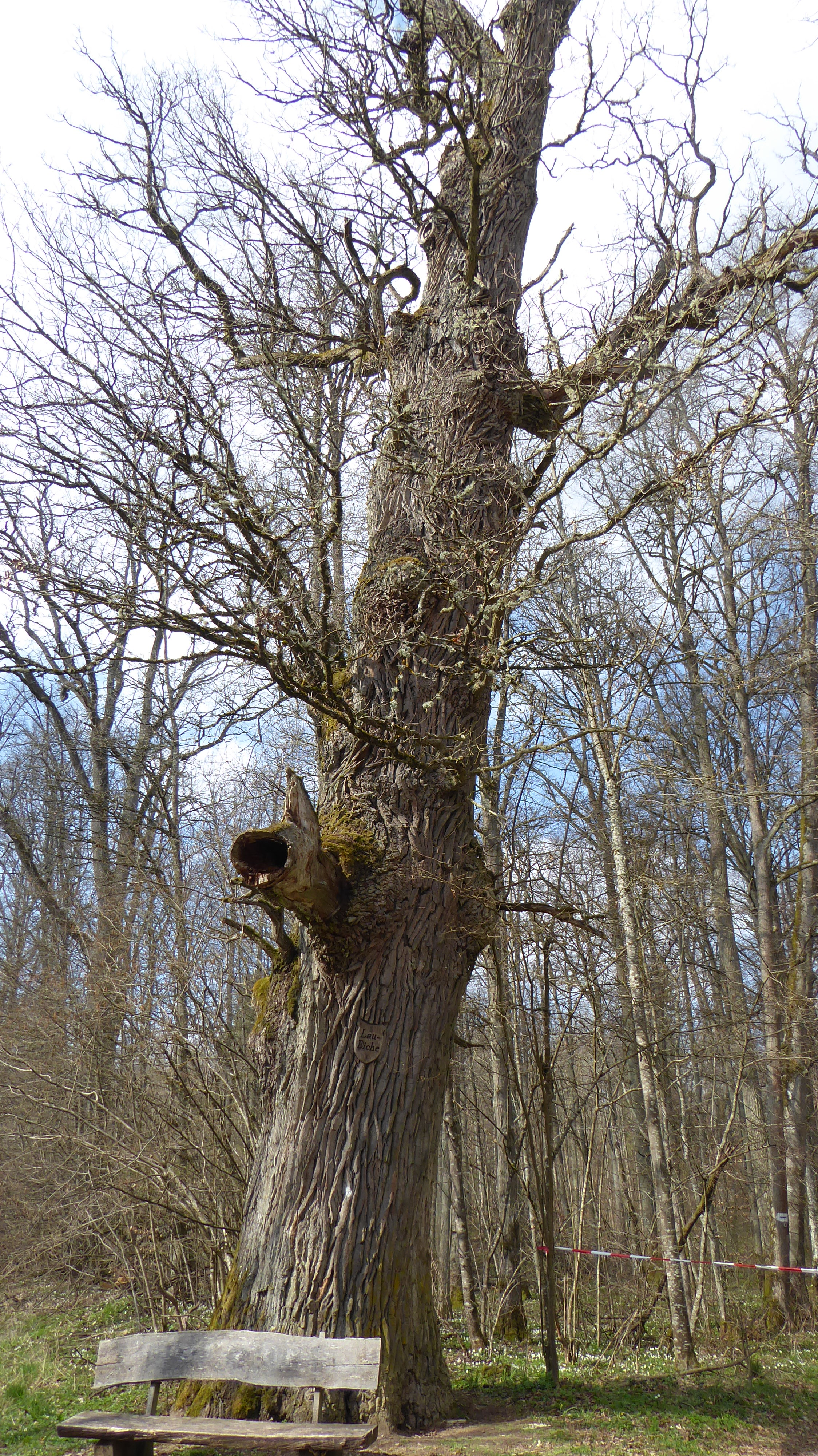
Die Lau-Eiche
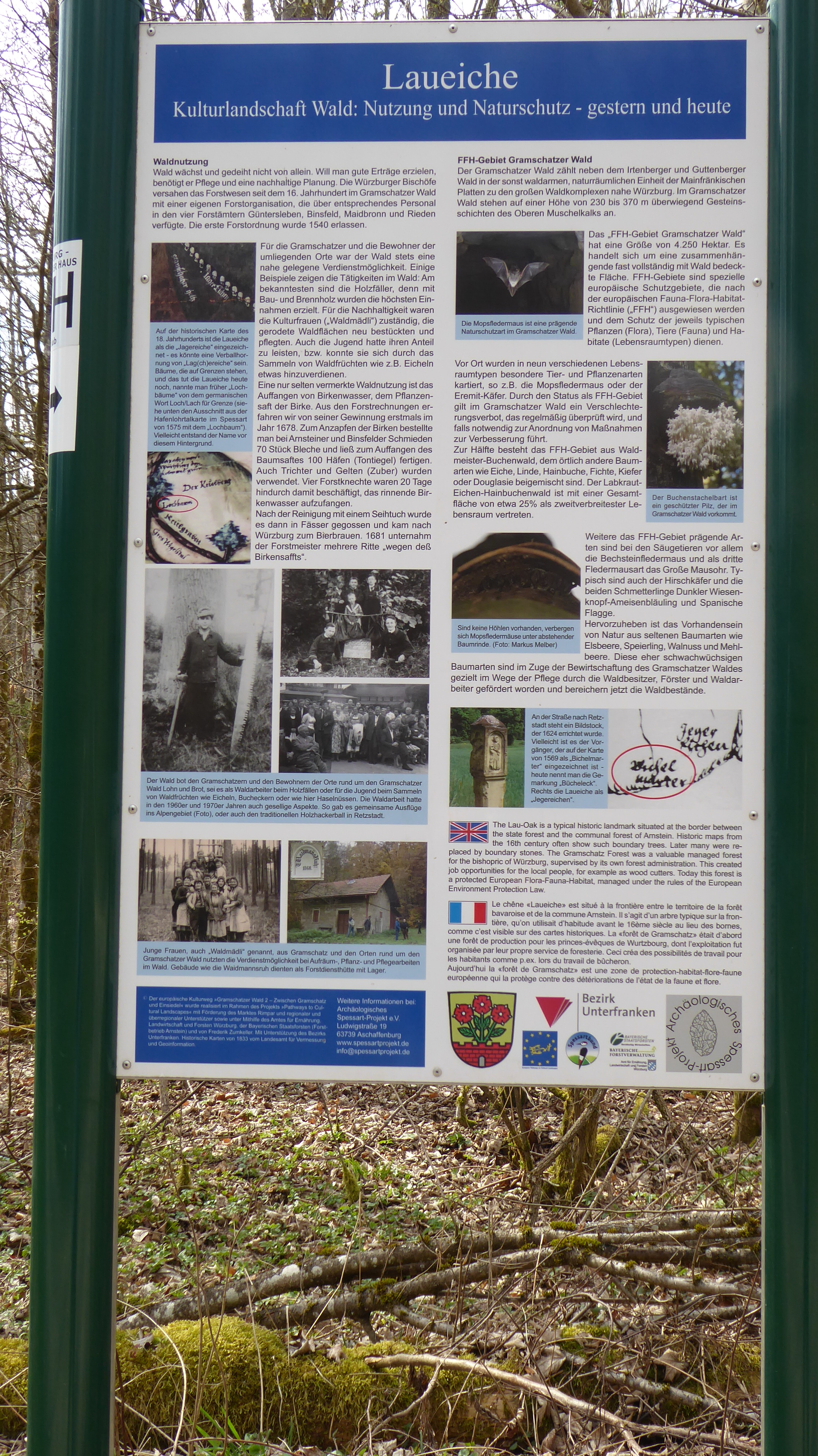
Info-Schild des Kultur-Wanderwegs
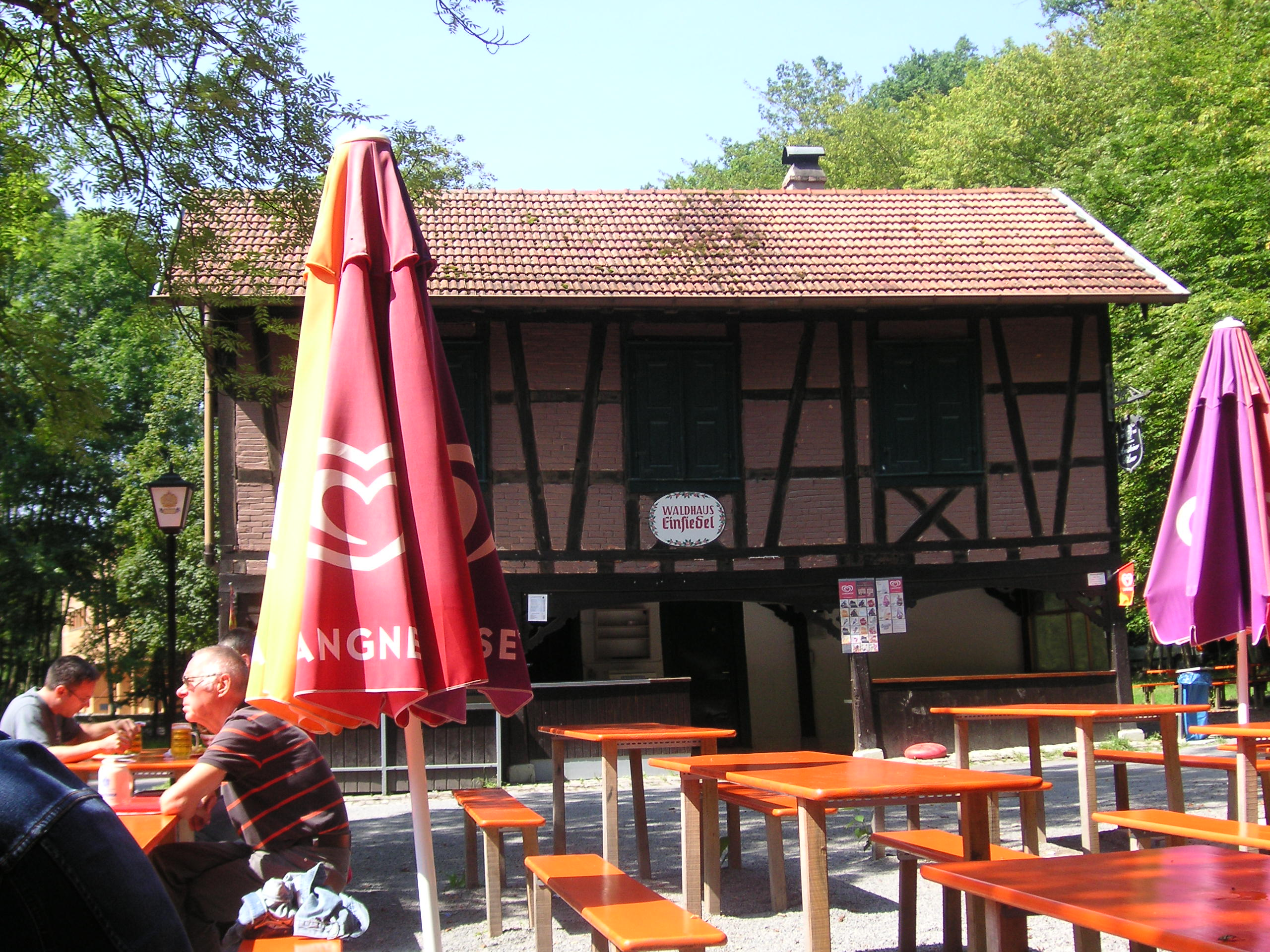
Das alte Waldhaus Einsiedel
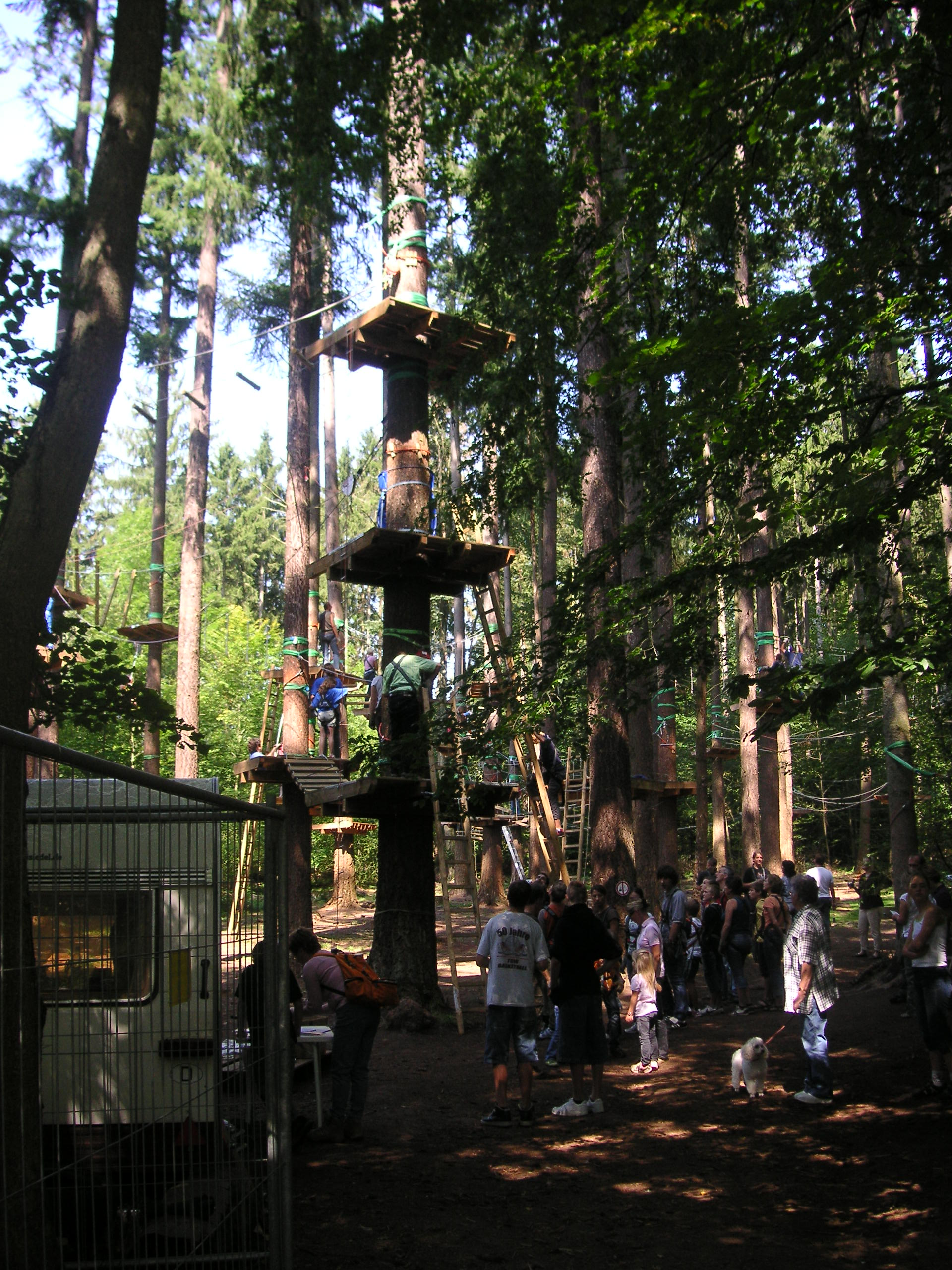
Der Klettergarten